# Trophée Naismith
Le trophée Naismith, du nom de l'inventeur du basket-ball James Naismith, est la coupe en argent massif récompensant les vainqueurs du championnat du monde FIBA. La version actuelle du trophée a été décernée pour la première fois en 1998.

## Histoire
En 1950, à l'occasion de la première édition du championnat du monde, la FIBA décide de nommer le trophée en l'honneur de James Naismith, mais elle ne possède pas les fonds nécessaires pour acheter une coupe. Ce n'est qu'en 1965 qu'elle commande finalement un trophée, après avoir reçu une donation de 1 000 dollars. Le trophée Naismith est ainsi attribué pour la première fois à l'issue du championnat du monde 1967, à l'URSS, vainqueur du tournoi.
Un nouveau trophée est introduit en 1998. Il est l'œuvre de l'artiste allemand Günter Schoebel, originaire de Bad Kreuznach, une ville du land de Rhénanie-Palatinat. Le design de la coupe est inspiré par les voyages de l'ancien secrétaire général de la FIBA, Renato William Jones. Le trophée est présenté pour la première fois le 9 août 1998 à l'équipe de Yougoslavie championne du Monde à Athènes.
Le trophée originel est aujourd'hui exposé à la Fondation Pedro Ferrándiz, à Madrid, en Espagne.

## Caractéristiques
La partie supérieure du trophée est gravée de fleurs de lotus. La pièce octogonale du milieu, ornée de cartes sculptées de chaque continent et de pierres précieuses, représente les cinq continents. Sur la base de la coupe, faite en granite, le nom de Naismith est écrit en latin, en arabe, en chinois et en hiéroglyphe égyptien. L'intérieur de coupe est plaqué or.
Le trophée mesure 47 centimètres de haut, et pèse 9 kilos.